# Sindu Wati
Sindu Wati is een bestuurslaag in het regentschap Karangasem van de provincie Bali, Indonesië. Sindu Wati telt 3699 inwoners (volkstelling 2010).